# Jožef Smej
Jožef Smej (Bogojina, 15 febbraio 1922 – Lenart, 21 novembre 2020) è stato un vescovo cattolico, teologo, scrittore, poeta, traduttore e storico della Chiesa sloveno.

## Biografia
Nasce nel 1922 a Bogojina, all'epoca regno dei Serbi, Croati e Sloveni e attuale Slovenia, nel comune di Moravske Toplice, nell'Oltremura, dove tuttora è presente una numerosa minoranza ungherese e che, nel corso del tempo ha cambiato più volte stato di appartenenza.
Ordinato sacerdote l'8 dicembre 1944, il 15 aprile 1983 papa Giovanni Paolo II lo nomina vescovo ausiliare di Maribor e vescovo titolare di Zernico; riceve l'ordinazione episcopale il 23 maggio successivo. Nella seconda metà degli anni Ottanta fa parte dello staff incaricato dalla chiesa slovena di preparare una nuova traduzione interconfessionale della Bibbia in lingua slovena, che viene pubblicata nel 1990. Ricopre la carica di vescovo ausiliare di Maribor fino al 18 giugno 2009, giorno in cui papa Benedetto XVI accetta la sua rinuncia per raggiunti limiti di età. Il 20 ottobre 2016, in occasione del suo 95º compleanno, è ospite d'onore della sessione del senato della Alma Mater Europaea. Nel dicembre 2016 scivola nella cattedrale di Maribor, fratturandosi l'anca. Dopo l'operazione in ospedale, si trasferisce nella Casa per anziani di Lenart, dove muore il 21 novembre 2020 all'età di 98 anni.

## Opere
Ha pubblicato le sue poesie nella raccolta Kaplja v vedru (1992). Ha scritto libri su Ivan Baš (1991), Štefan Küzmič (2006), Jozef Klell e altri, anche la storia della chiesa di Murska Sobota.
Intenso il suo lavoro di traduttore. Ha tradotto dal latino, dal francese (Jean Racine, Thomas Corneille). In particolare ha tradotto dall'ungherese (Géza Gárdonyi) favorendo il dialogo sia con la minoranza ungherese in Slovenia sia con la minoranza slovena in Ungheria, venendo, perciò premiato dal governo ungherese. Ha tradotto anche testi biblici dal tedesco e dal francese.

## Genealogia episcopale
La genealogia episcopale è:
- Cardinale Scipione Rebiba
- Cardinale Giulio Antonio Santori
- Cardinale Girolamo Bernerio, O.P.
- Arcivescovo Galeazzo Sanvitale
- Cardinale Ludovico Ludovisi
- Cardinale Luigi Caetani
- Cardinale Ulderico Carpegna
- Cardinale Paluzzo Paluzzi Altieri degli Albertoni
- Papa Benedetto XIII
- Papa Benedetto XIV
- Papa Clemente XIII
- Cardinale Marcantonio Colonna
- Cardinale Giacinto Sigismondo Gerdil, B.
- Cardinale Giulio Maria della Somaglia
- Cardinale Carlo Odescalchi, S.I.
- Cardinale Costantino Patrizi Naro
- Cardinale Lucido Maria Parocchi
- Papa Pio X
- Cardinale Gaetano De Lai
- Cardinale Raffaele Carlo Rossi, O.C.D.
- Cardinale Amleto Giovanni Cicognani
- Arcivescovo Michele Cecchini
- Vescovo Jožef Smej

## Premi
- 2 ottobre 2009 - riconoscimento per il lavoro di una vita (assegnato dalla Società Slavica della Slovenia)[9]
- Nel 2016 il regista David Sipos ha registrato un documentario su Smej intitolato "Drove in the bucket".[10]

## Onorificenze
- 19 ottobre 2015 - Cittadino onorario della Municipalità di Maribor.[15]